# معهد شيبورا للتكنولوجيا
معهد شيبورا للتكنولوجيا (بالإنجليزية: Shibaura Institute of Technology)‏   هي منظمة، ومعهد بحوث، وجامعة خاصة، تأسست في 1927، في اليابان.